# 宁才
宁才（1963年11月—），中国内地导演、演员，内蒙古民族剧团一级演员，上海戏剧学院毕业。在话剧和电影上屡有建树，2002年凭借电影 《天上草原》获得金鸡奖最佳男演员。

## 生平
宁才出生在科尔沁草原的一个普通牧民家庭。1979年正在中学读书的他参加了县文工团的招生考试，但却因为“驼背”而没有被录取。为了考上文工团，宁才拼命锻炼纠正了姿势终于过关。在文工团，宁才成了一名舞蹈演员，此后他又进入了哲盟话剧团，然后又考上了上海戏剧学院，一步一个脚印在艺术道路上成长。从学院毕业回来，他来到了内蒙古话剧团，在《旗长你好》出演“旗长”，此剧大获成功，不仅让他一举成名，还收获了梅花奖、文华奖、金狮奖等戏剧奖项。接下来他又导演了电视剧《耶达山的雪》、《旗长你好》。为更好的做好一个导演，1999年，宁才又考上了北京电影学院导演系。

## 演员作品

### 电影
- 1995年
  - 《木帮》 饰演 魏大山

### 电视剧
- 1994年
  - 《西楚霸王》（16集） 饰演 项羽

### 话剧
- 1991年
  - 《旗长，你好》

## 导演作品
- 1995年
  - 专题片《百佳企业风采录》